# Dolina Kerit
Dolina Kerit (wąwóz Kerit) – według biblijnej relacji z 1 Księgi Królewskiej 17, 2-7 - dolina potoku  po wschodniej stronie Jordanu (przypuszczalnie na terenie dzisiejszej Jordanii). Zgodnie z tą relacją biblijny prorok Eliasz ukrywał się tu po tym, jak Achabowi, królowi północnego królestwa Izraela, zapowiedział nadejście suszy. W tym czasie był karmiony przez kruki - ptaki uznawane przez Żydów za nieczyste.
Przeżycia Eliasza w tej dolinie interpretowane bywają jako wzór pustelniczego życia mnichów.